# Gran Premi d'Europa del 2000
El Gran Premi d'Europa de la temporada 2000 va ser disputat al circuit de Nürburgring el 21 de maig del 2000.

## Resultats de la cursa
| Pos | No | Pilot                 | Equip                  | Voltes | Temps/ Retirada | Pos. de sortida | Punts |
| --- | -- | --------------------- | ---------------------- | ------ | --------------- | --------------- | ----- |
| 1   | 3  | Michael Schumacher    | Ferrari                | 67     | 1h 42' 00. 3    | 2               | 10    |
| 2   | 1  | Mika Häkkinen         | McLaren - Mercedes     | 67     | + 13.822 s      | 3               | 6     |
| 3   | 2  | David Coulthard       | McLaren - Mercedes     | 66     | + 1 Volta       | 1               | 4     |
| 4   | 4  | Rubens Barrichello    | Ferrari                | 66     | + 1 Volta       | 4               | 3     |
| 5   | 11 | Giancarlo Fisichella  | Benetton - Playlife    | 66     | + 1 Volta       | 7               | 2     |
| 6   | 18 | Pedro de la Rosa      | Arrows - Supertec      | 66     | + 1 Volta       | 12              | 1     |
| 7   | 16 | Pedro Diniz           | Sauber - Petronas      | 65     | + 2 Voltes      | 15              |       |
| 8   | 21 | Gaston Mazzacane      | Minardi - Fondmetal    | 65     | + 2 Voltes      | 21              |       |
| 9   | 14 | Jean Alesi            | Prost - Peugeot        | 65     | + 2 Voltes      | 17              |       |
| 10  | 10 | Jenson Button         | Williams - BMW         | 62     | Part elèctrica  | 11              |       |
| 11  | 8  | Johnny Herbert        | Jaguar - Cosworth      | 61     | Col·lisió       | 16              |       |
| 12  | 12 | Alexander Wurz        | Benetton - Playlife    | 61     | Col·lisió       | 14              |       |
| Ret | 23 | Ricardo Zonta         | BAR - Honda            | 51     | Accident        | 18              |       |
| Ret | 20 | Marc Gené             | Minardi - Fondmetal    | 47     | Part mecànica   | 20              |       |
| Ret | 22 | Jacques Villeneuve    | BAR - Honda            | 46     | Motor           | 9               |       |
| Ret | 7  | Eddie Irvine          | Jaguar - Cosworth      | 29     | Col·lisió       | 8               |       |
| Ret | 19 | Jos Verstappen        | Arrows - Supertec      | 29     | Accident        | 13              |       |
| Ret | 9  | Ralf Schumacher       | Williams - BMW         | 29     | Col·lisió       | 5               |       |
| Ret | 17 | Mika Salo             | Sauber - Petronas      | 27     | Part mecànica   | 19              |       |
| Ret | 5  | Heinz-Harald Frentzen | Jordan - Mugen - Honda | 2      | Motor           | 10              |       |
| Ret | 6  | Jarno Trulli          | Jordan - Mugen - Honda | 0      | Col·lisió       | 6               |       |

## Altres
- Pole: David Coulthard 1' 17. 529

- Volta ràpida: Michael Schumacher 1' 22. 269 (a la volta 8)